# Ulrich Schläpfer

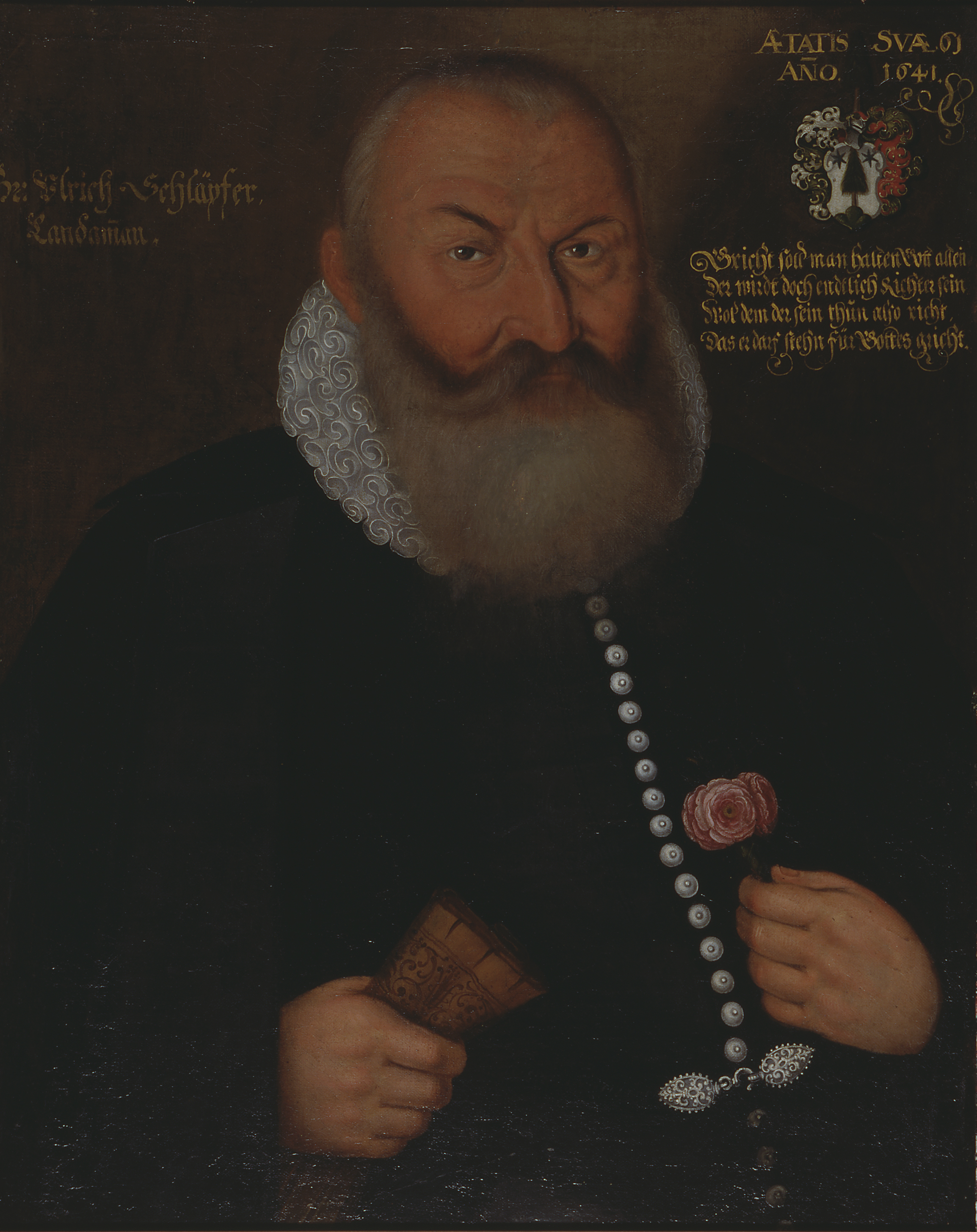
Ulrich Schläpfer, 8. Landammann von Appenzell Ausserrhoden 1646–1651

Ulrich Schläpfer (* 1580 in Trogen; † 23. September 1651 ebenda; heimatberechtigt ebenda) war ein Schweizer Textilhändler, Landesstatthalter, Landammann und Tagsatzunggesandter aus dem Kanton Appenzell Ausserrhoden.

## Leben
Ulrich Schläpfer war wohl ein Sohn von Jörg Schläpfer, erster Leinwandfabrikant in Appenzell Ausserrhoden und Wirt, und Katharina Brenter. Mutmasslich war er der Halbbruder von Pelagius Schläpfer. Er ehelichte vor 1606 Katharina Sonderegger. Nach 1621 nahm Schläpfer Kathrina Koller zur Frau.
Schläpfer arbeitete vermutlich als Leinwandhändler und Wirt. Er profitierte vom Ansehen seines Vaters und wurde in die höchsten politischen Ämter gewählt. Ab 1618 war er Gemeindehauptmann von Trogen. Von 1621 bis 1646 wirkte er als Ausserrhoder Landesstatthalter. Er amtierte von 1646 bis 1651 als Ausserrhoder Landammann und Tagsatzungsgesandter. Seine Wahl ins höchste Landesamt 1646 war eine Machtdemonstration des bevölkerungsreicheren Vorderlands gegenüber dem Hinterland.
Schläpfer war ein Gegner der 1647 eingeführten sogenannten Kehrordnung, welche die Rivalitäten zwischen den beiden Landesteilen vor der Sitter und hinter der Sitter hätte besänftigen sollen. Er wurde kritisiert für sein Verhalten im Streit um den Standort der Kurzenberger Kirche 1651, da er die Konfrontation mit dem Hinterland suchte und sich mit Nachdruck für den Standort Heiden einsetzte.